# 馬永發
馬永發（1877年—？），字拜冕，廣東南海人，清末和中華民國外交官。

## 生平
馬永發是廣東省南海縣人，出生於1877年（一作光緒四年，即1878年），是清末駐日本出使大臣楊樞和駐德國出使大臣楊晟的外甥，也是駐朝鮮總領事馬廷亮的表弟。
馬永發屬漢軍八旗，光緒十七年考入黃埔水陸師學堂肄業。
1908年（光緒三十四年）12月，由外務部派充駐朝鮮仁川領事館隨員，1909年（宣統元年）代理仁川領事，同年9月派充元山副領事，歷任至1930年（民國十九年），陞署清津領事，次年兼署元山副領事。